# یوهانس پاسوکه
یوهانس پاسوکه (استونیایی: Johannes Pääsuke; ۳۰ مارس ۱۸۹۲ – ۸ ژانویهٔ ۱۹۱۸) عکاس، کارگردان فیلم، و فیلم‌بردار اهل استونی بود.
او اولین فیلم‌ساز کشور استونی محسوب می‌شود که از حدود ۴۰ فیلم وی هم‌اکنون ۱۰ فیلم آن موجود است، پاسوکه عکاسی را در سنین نوجوانی شروع کرد و در سال ۱۹۱۳ در یک پروژه بزرگ از اراضی و مناطق مختلف استونی به صورت پیاده به عکاسی پرداخت که از صدها عکس هم‌اکنون ۳۱۷ عکس آن باقی مانده‌است. وی در اوت ۱۹۱۳ نمایشگاه عکس خود را افتتاح کرد که تصاویر جزایر سارما و موهو با استقبال زیادی روبه‌رو شد.
پاسوکه در سال ۱۹۱۵ به‌عنوان پیاده‌نظام درجه دو در گردان‌های ذخیره‌ای هنگ لیتوانی به خدمت پرداخت. او در سال ۱۹۱۸ بر اثر تصادف قطار در شهر اورشا، بلاروس در سن ۲۵ سالگی درگذشت.

## نگارخانه

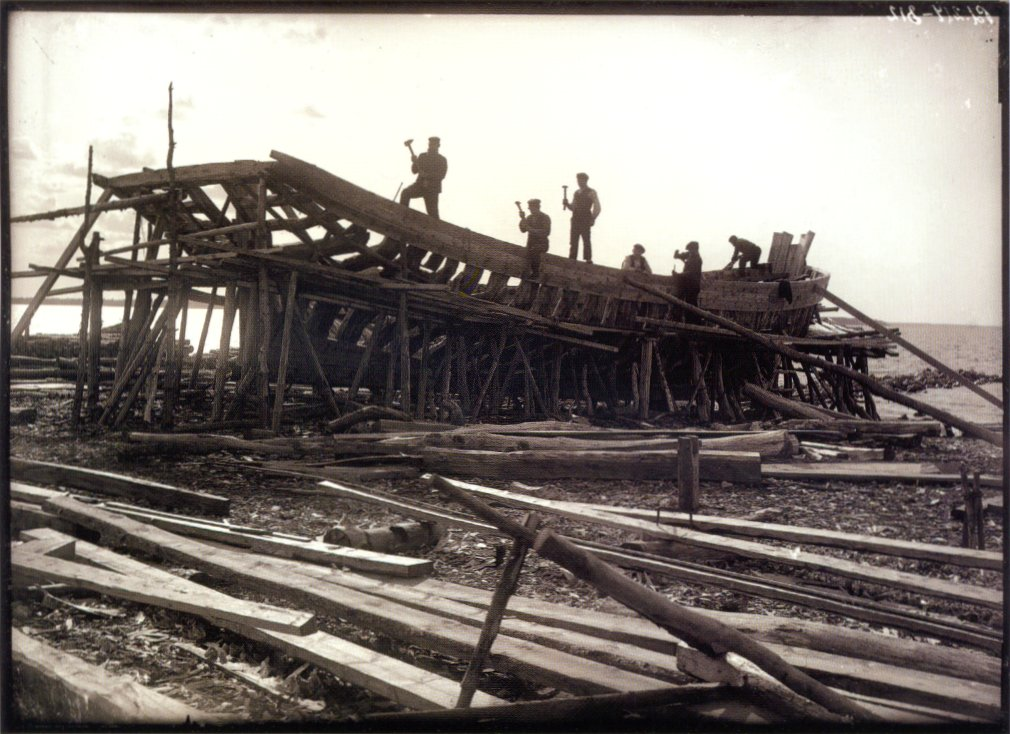
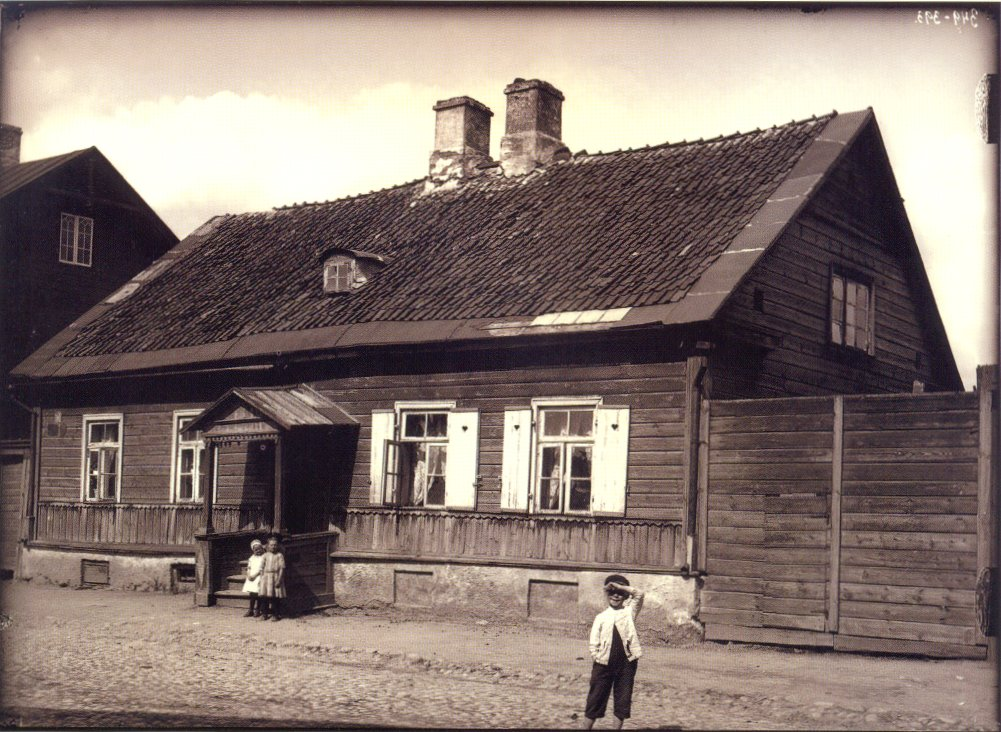
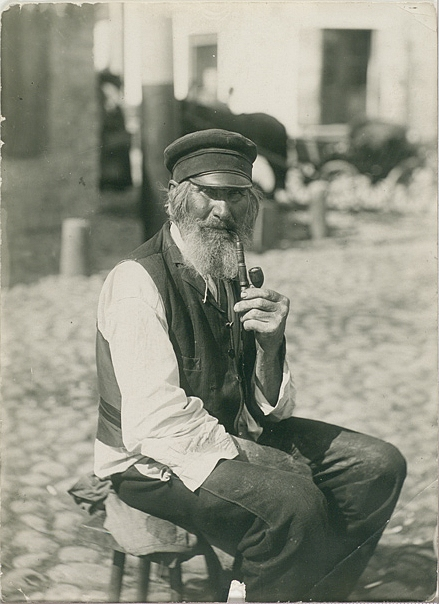
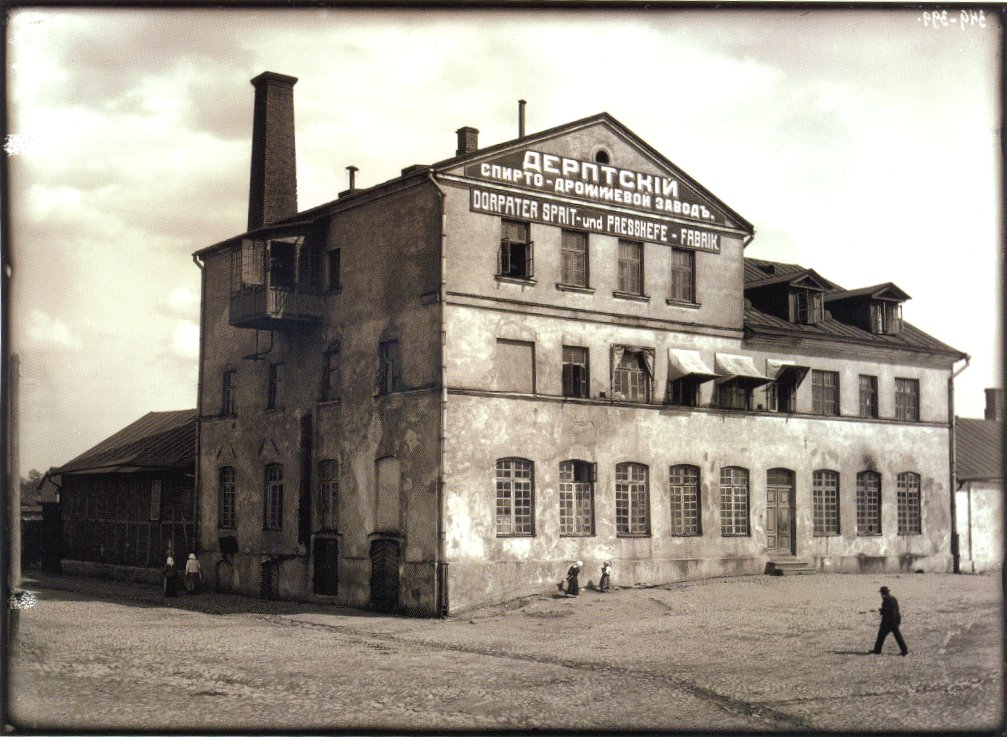
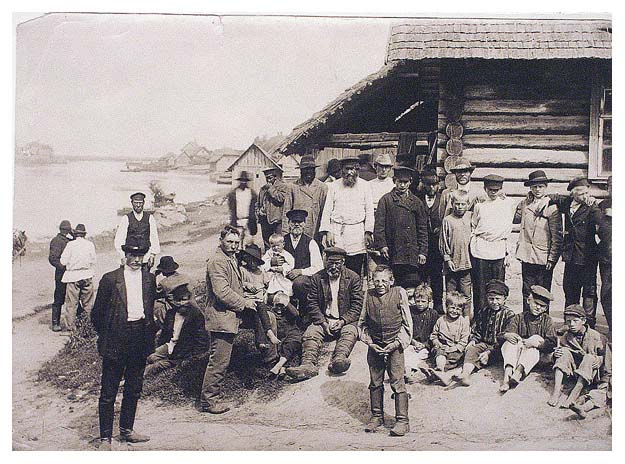
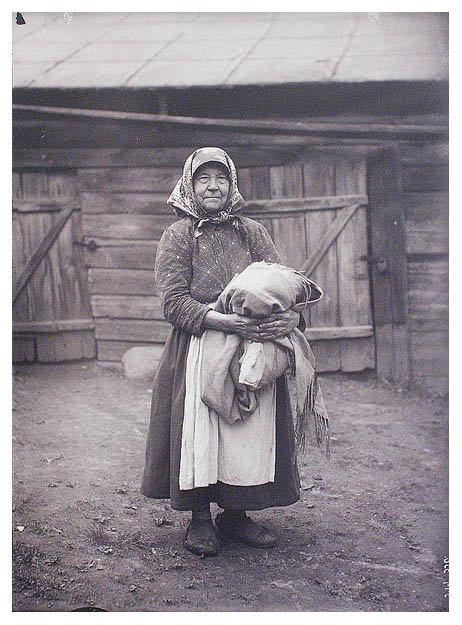
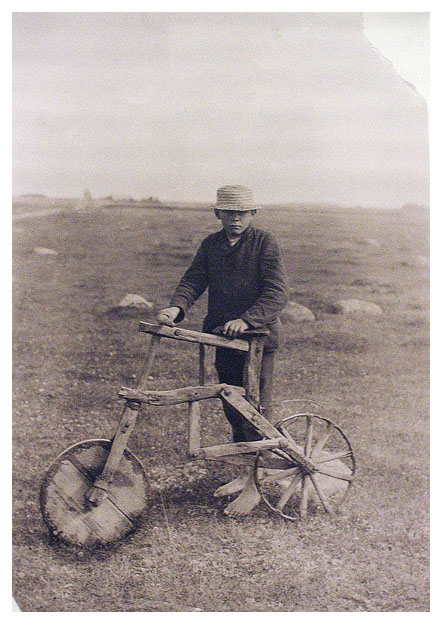
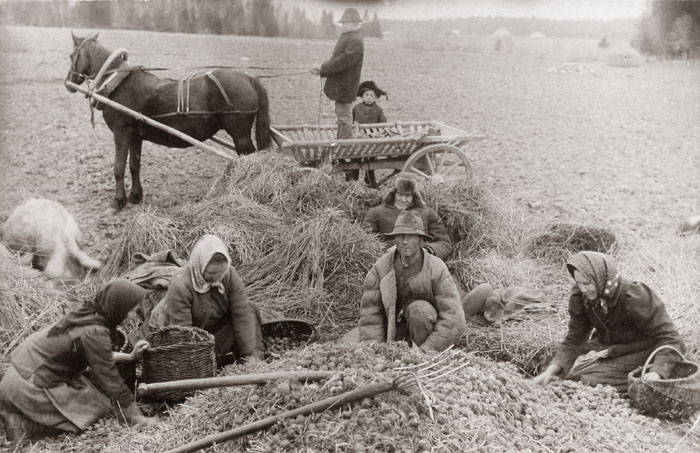